# Valí (santo)
La palabra árabe valí o walí (en árabe: وَلِيّ‎, walīy ; plural أَوْلِيَاء , ʾawliyāʾ), que se ha traducido de diversas formas como "maestro", "autoridad", "custodio", "protector" y "amigo", es usada más comúnmente por los musulmanes para referirse a un santo en el islam, por lo demás llamado de manera más literal "amigo de Dios". En la perspectiva islámica tradicional acerca de los santos, el santo es descrito como alguien "marcado por el favor divino [especial] ... [y] por la santidad", y que es específicamente "elegido por Dios y dotado de dones excepcionales, como la capacidad de obrar milagros". La doctrina de los santos fue articulada desde muy temprano por académicos musulmanes en la historia islámica, y pensadores musulmanes tempranos interpretaron versos particulares del Corán y ciertos hadices como "evidencia documental" de la existencia de los santos. Las tumbas de santos alrededor de todo el mundo musulmán se convirtieron en centros de peregrinación, especialmente después del año 1200 d. C., para multitudes de musulmanes que buscaban su barakah (bendición).

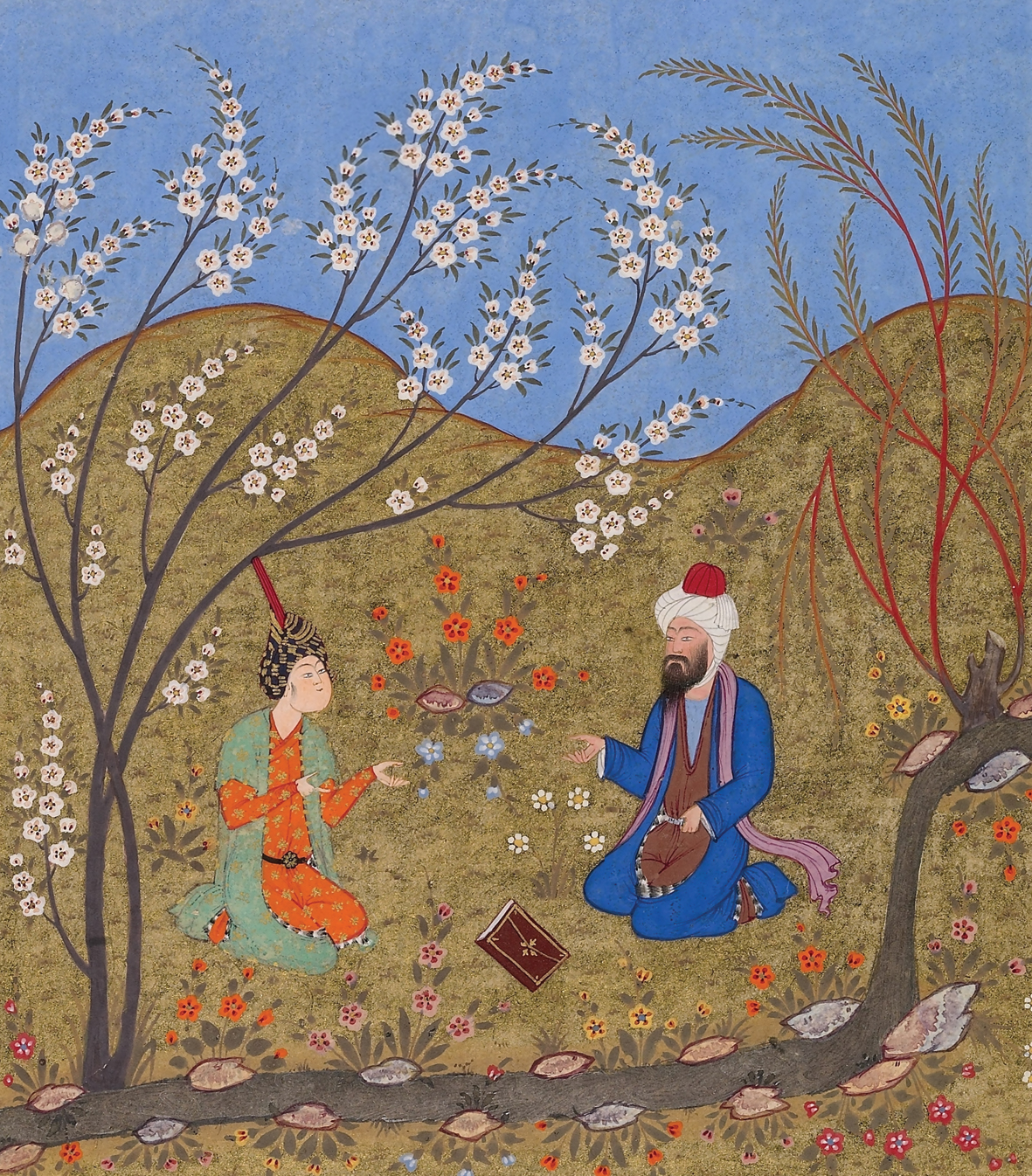
Miniatura persa que representa al santo y místico medieval Ahmad Ghazali († 1123), hermano del famoso al-Ghazali († 1111), hablando con un discípulo, tomada de Encuentros de los amantes (1552).

Desde que se escribieron las primeras hagiografías musulmanas durante el período en que la corriente mística islámica del sufismo empezó su rápida expansión, muchas de las figuras que habrían de ser consideradas posteriormente como los santos más grandes del islam sunita ortodoxo fueron los primeros místicos sufíes, como Hasan de Basora. (muerto en 728), Farqad Sabakhi (muerto en 729), Dawud Tai (muerto en 777-781), Rabia de Basora (muerto en 801), Maruf Karkhi (muerto en 815) y Junayd de Bagdad (muerto en 910). Entre los siglos XII y XIV, "la veneración general de los santos, tanto entre pueblos como entre sus soberanos, llegó a su forma definitiva con la organización del sufismo ... en órdenes o hermandades". En las expresiones de piedad islámica comunes de este período, el santo era visto como "un contemplativo cuyo estado de perfección espiritual ... [encontraba] expresión permanente en la enseñanza que se legaba a sus discípulos". En muchos credos sunitas prominentes de esta época, tales como el famoso Credo de Tahawi (c. 900) o el Credo de Nasafi (c. 1000), la creencia en la existencia y milagros de los santos era señalada como "un requisito" para ser un creyente musulmán ortodoxo.
Además de los sufíes, los santos más destacados en la piedad islámica tradicional son los Compañeros del Profeta, sus Sucesores y los Sucesores de los Sucesores. Asimismo, se cree que los profetas y mensajeros en el Islam son santos por definición, si bien solo se les llama así de manera infrecuente, para evitar que sean confundidos con los santos ordinarios; en tanto los musulmanes exaltan a los profetas como las personas más grandes de toda la humanidad, es un postulado general de la creencia sunita que un solo profeta es más grande que todos los santos regulares en conjunto. En resumen, se cree que "todo profeta es santo, pero no todo santo es profeta".
En el mundo moderno, las ideas tradicionales sunitas y chiitas sobre los santos han sido puestas en cuestión por parte de movimientos islámicos puritanos y revivalistas como el salafismo, el wahabismo y el modernismo islámico, todos los cuales, en mayor o menor medida, "hicieron un frente común contra la veneración y la teoría de los santos". Como han señalado varios académicos, el desarrollo de estos movimientos ha conllevado indirectamente a una tendencia entre algunos musulmanes de las corrientes principales a resistirse a "reconocer del todo la existencia de santos musulmanes o ... [a ver] su presencia y veneración como desviaciones inaceptables". Con todo, a pesar de la existencia de estas corrientes de pensamiento opuestas, la doctrina clásica de la veneración de los santos santos continúa creciendo en muchas partes del mundo islámico actual, jugando un papel vital en expresiones diarias de piedad entre vastos segmentos de la población musulmana en países musulmanes tales como Pakistán, Bangladés, Egipto, Turquía, Senegal, Irak, Irán, Argelia, Túnez, Indonesia, Malasia o Marruecos,así como en países con poblaciones islámicas de importancia como India, China, Rusia o los Balcanes.

## Nombres

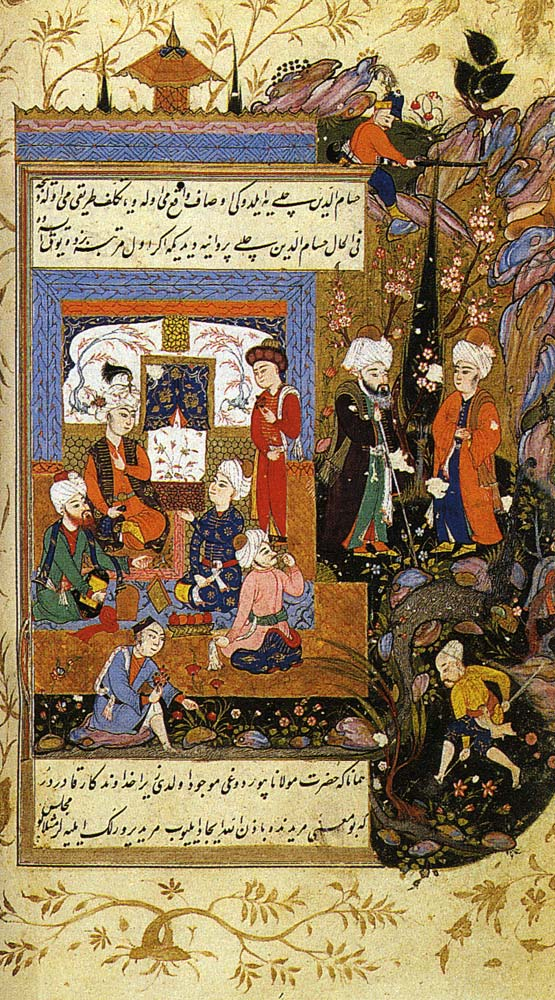
Miniatura persa que ilustra a Yalal al-Din Rumi mostrando amor hacia su discípulo Hussam al-Din Chelebi (c. 1594)

En relación con la traducción del árabe walī por el término occidental "santo", académicos prominentes como Gibril Haddad han considerado que tal traducción es apropiada. Haddad describe la aversión que muestran algunos musulmanes hacia el uso de la palabra "santo" para referirse a los walī como "una objeción engañosa ... pues [esta palabra es] - como es el caso de 'religión' (din), 'creyente' (mu'min), 'oración' (salat), etc. - [un] término genérico para referirse a la santidad y las personas santas, a la vez que no existe confusión, para los musulmanes, sobre a qué se refiere de manera específica en el Islam, a saber: la realidad de iman y el temor a Dios y aquellos que poseen tales cualidades". En idioma persa, que se convirtió en la segunda lengua más influyente y extendida en el mundo islámico después del árabe, el título general que se le da a un santo o un maestro espiritual pasó a ser pīr (en persa: پیر‎, literalmente "anciano").Si bien las ramificaciones de esta frase incluyen las connotaciones de un "santo" en general,se usa con frecuencia para referirse específicamente a un guía espiritual de algún tipo.
Entre los musulmanes de la India, el título pīr baba (पीर बाबा) se usa comúnmente en hindi para referirse a maestros sufíes o a santos que reciben veneración de manera similar. Además, los santos son llamados a veces también en la lengua vernácula persa o urdu por el título de "Hazrat".En el misticismo islámico, el rol de un pīr es el de guiar e instruir a sus discípulos en el camino místico.De ahí que la diferencia central entre el uso de los términos walī y pīr es que el primero no implica un santo que es a la vez maestro espiritual con discípulos, en tanto que el segundo sí lo hace, y directamente, a través de sus connotaciones de "anciano".Asimismo, otras palabras árabes y persas que con frecuencia también tienen las mismas connotaciones que pīr, y que por tanto también a veces se pueden traducir como "santo", incluyen las de murshid (en árabe: مرشد‎, que significa "guía" o "maestro"), jeque y sarkar (palabra persa que significa "maestro").
En los territorios islámicos turcos, los santos son llamados con muchos términos, entre los que están el árabe walī, el persa s̲h̲āh y pīr, así como alternativas en turco como baba en Anatolia y ata en Asia Central (los dos significan "padre") o eren o ermis̲h̲ (de <ermek, "alcanzar, lograr") o yati̊r ("el que se establece") en Anatolia. Sus tumbas, entretanto, son "denotadas por términos de origen árabe o persa que aluden a la idea de peregrinaje (mazār, ziyāratgāh), tumba (ḳabr, maḳbar) o mausoleo abovedado (gunbad, ḳubba). Tales tumbas, empero, también se denotan con términos que se usan habitualmente para los conventos derviches, o una parte particular de ellos (tekke en los Balcanes, langar, 'refectorio' y ribāṭ en Asia Central), o para una cualidad del santo (pīr, 'venerable, respetable' en Azerbaiyán)".

## Historia

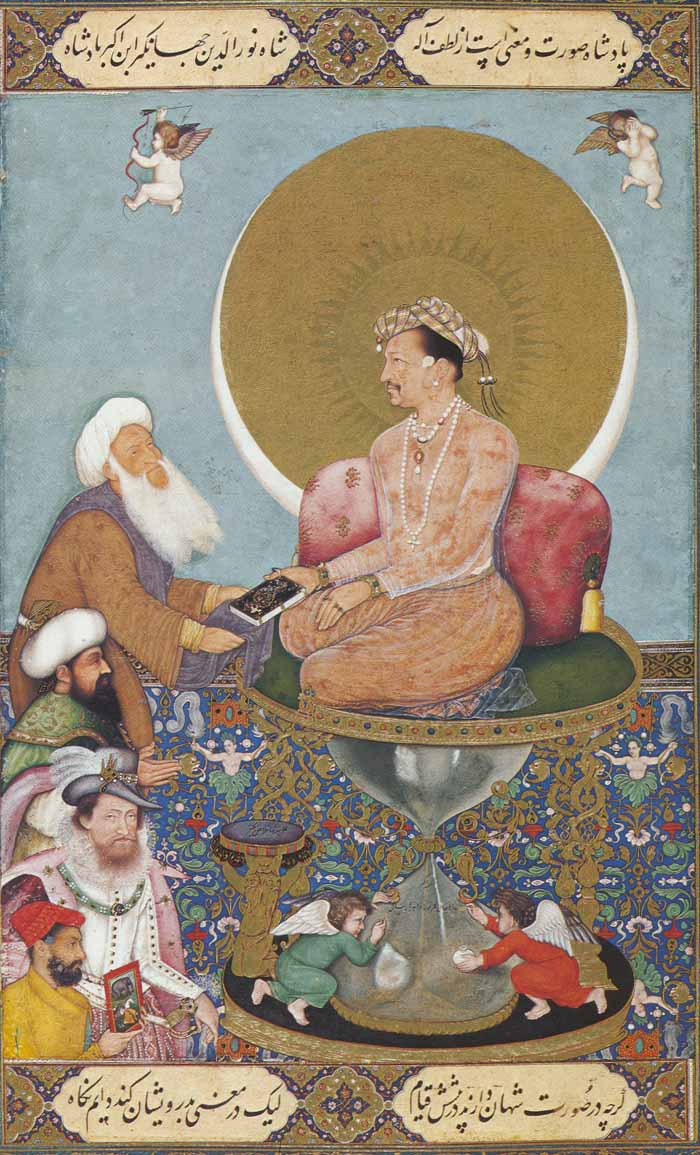
Miniatura mogol de principios de la década de 1620 que representa al emperador mogol Jahangir (muerto en 1627) prefiriendo a un santo sufí que a su contemporáneo, el rey de Inglaterra Jacobo I (muerto en 1625). La imagen lleva la siguiente inscripción: "Aunque exteriormente los reyes se erigen ante él, él fija su mirada en los santos".

Según varias interpretaciones sufíes tradicionales del Corán, el concepto de santidad es descrito con claridad. Algunos académicos modernos, sin embargo, sostienen que el Corán no describe explícitamente una doctrina o teoría sobre los santos. En el Corán, el adjetivo walī se aplica a Dios, en el sentido de que es "amigo" de todos los creyentes (Q2: 257). No obstante, eruditos islámicos antiguos interpretaron versículos coránicos particulares para referirse a un grupo especial y ensalzado de personas santas. Entre estos versos estaban la Corán 10.62:  "Ciertamente amigos de Dios (awliyāa l-lahi): no habrá temor sobre ellos, ni se lamentarán", y Corán 5.54, que se refiere al amor de Dios hacia aquellos que le aman.Asimismo, algunos eruditosinterpretaron la Corán 4.69, "Quien obedece a Dios y a su Mensajero, ambos están con aquellos a quienes Dios ha mostrado su favor: los profetas y los ṣidīqīna y los mártires y los justos. Ellos son la mejor compañía," sugiriendo que implica una referencia a personas santas que no eran profetas y que estaban clasificadas por debajo de estos últimos.La palabra ṣidīqīna en este verso connota literalmente "los veraces" o "los justos", y los pensadores islámicos antiguos la interpretaron a menudo en el sentido de "santos". Asimismo, el famoso traductor al inglés del corán Marmaduke Pickthall lo tradujo como "santos" en sus interpretaciones de la escritura.Más aún, el Corán se refiere a milagros hechos por personas santas que no eran profetas como Khidr (Corán 18.65 - Corán 18.82) o la Gente de la Cueva (Corán 18.7 - Corán 18.26), lo que también ha llevado a muchos académicos y estudiosos a concluir que debe existir un grupo de personas venerables que ocupan un rango inferior a los profetas pero que, sin embargo, son ensalzados por Dios.Las referencias en el corpus de la literatura de los hadices a santos genuinos como el preislámico Yurayj̲, no hicieron más que darle mayor credibilidad a esta perspectia antigua sobre los santos.
Colecciones de historias acerca de las "vidas o vitae de los santos", comenzaron a ser compiladas "y transmitidas desde una etapa temprana" por muchos escolares musulmanes regulares, entre ellos Ibn Abi al-Dunya (m. 894), quien en el siglo IX escribió la obra titulada Kitāb al-Awliyāʾ (Vidas de los santos), que constituye "la compilación [completa] más antigua sobre el tema de los amigos de Dios". Antes de la obra de Ibn Abi al-Dunya, las historias de los santos eran transmitidas en la tradición oral, pero después escribir su obra, muchos escolares islámicos empezaron a escribir relatos de amplia circulación. Escolares posteriores usaron extensamente el trabajo de Ibn Abi al-Dunya en sus escritos propios, por ejemplo Abū Nuʿaym al-Iṣfahānī (m. 948) en su Ḥilyat al-awliyāʾ (El adorno de los santos). Más aún, es evidente desde el Kitāb al-Kas̲h̲f wa 'l-bayān del místico sufí bagdadí temprano Abu Sa'id al-Jarraz (m. 899) que ya existía una perspectiva cohesiva sobre los santos musulmanes: Al-Jarraz dedica un amplio espacio a distinguir entre las virtudes y milagros (karāmāt) de los profetas y de los santos. El género de la hagiografía (manāḳib) se hizo cada vez más popular con el paso del tiempo, y numerosos pensadores islámicos prominentes de la época medieval dedicaron grandes obras a recopilar historias de varios santos o centradas en "los aspectos maravillosos de la vida, los milagros o al menos los prodigios de un Ṣūfī [específico] o de un santo de los que se crea que se les ha donado de poderes milagrosos".
A fines del siglo IX, importantes pensadores del Islam suní articularon oficialmente la doctrina (previamente oral) de una jerarquía entera de santos, y la primera descripción escrita de tal jerarquía fue la de al-Hakim al-Tirmidhi (m. 907- 912). Con el consenso general entre los académicos islámicos de la época que aceptaban que los ulemas tenían la responsabilidad de mantener el aspecto "exotérico" de la ortodoxia islámica, lo que incluía las disciplinas del derecho y la jurisprudencia, mientras que los sufíes tenían la responsabilidad de articular las verdades internas más profundas de la religión, místicos prominentes posteriores como Ibn Arabi († 1240) solo reforzaron aún más esta idea de una jerarquía de santos, y la noción de "tipos" de santos se convirtió en un pilar del pensamiento místico sunita, con tales tipos incluyendo el ṣiddīqūn ("los veraces ") y el abdāl (" los santos sustitutos "), entre otros.  Sin embargo, cabe señalar que muchos de estos conceptos aparecen por escrito mucho antes que al-Tirmidhi e Ibn Arabi; la idea del abdāl, por ejemplo, aparece ya en el Musnad de Ibn Hanbal (m. 855), donde la palabra significa un grupo de santos importantes "cuyo número permanecería constante, uno siempre siendo reemplazado por otro en su muerte . "  De hecho, se informa que Ibn Hanbal identificó explícitamente a su contemporáneo, el místico Maruf Karkhi (m. 815-20), como uno de los abdal, diciendo: "Él es uno de los santos sustitutos, y su súplica es respondida . " 

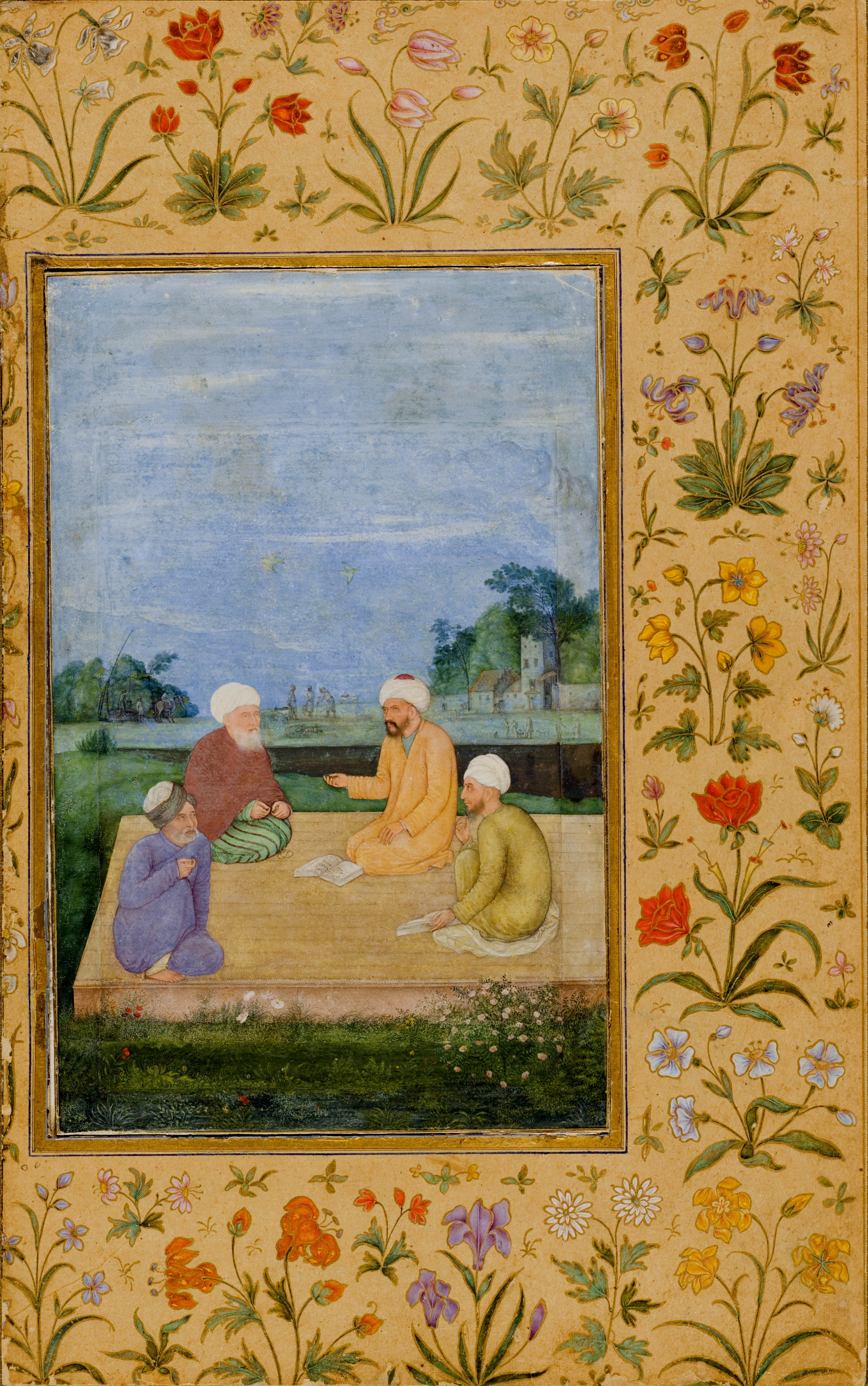
Miniatura india de Un discurso entre sabios musulmanes (ca. 1630), que se cree que fue hecha por el pintor de cámaraGovārdhan.

Entre los siglos XII y XIV, "la veneración generalizada de los santos, tanto entre la gente como entre soberanos, alcanzó su forma definitiva con la organización del sufismo —el misticismo del Islam— en órdenes o hermandades". En la piedad islámica general de esta época, se entendía al santo como "un contemplativo cuyo estado de perfección espiritual ... [hallaba] permanente expresión en las enseñanzas que legaba a sus discípulos".Era en virtud de tal sabiduría espiritual que los santos eran venerados en el Islam medieval, "y es esto lo que ... [causaba] su 'canonización', y no alguna institución eclesiástica" como ocurre en el cristianismo. De hecho, este último punto representa una de las diferencias cruciales entre la veneración a los santos en el islam y en el cristianismo, ya que en el primero los santos son venerados por consenso unánime o por aclamación popular, de una manera similar como se empezaron a venerar todos aquellos santos cristianos antes de que se instituyera la canonización.En efecto, la creencia en la existencia de los santos se convirtió en una parte tan importante del Islam medieval que muchos de los credos más importantes que se formularon durante este período, como el célebre Credo de Tahawi, declararon explícitamente era un requisito para ser un musulmán "ortodoxo" el creer en la existencia y veneración de los santos, así como en las narrativas tradicionales de sus vidas y milagros. De ahí que encontremos que incluso críticos medievales de la práctica generalizada de venerar las tumbas de los santos, como Ibn Taymiyya (m. 1328), nunca negaron la existencia de los santos per se. Este jurista hanbali afirmó que: "Los milagros de los santos son absolutamente verdaderos y correctos, por aceptación de todos los estudiosos musulmanes. El Corán lo ha señalado en diferentes lugares, y los dichos del Profeta lo han mencionado, y quienes niegan el poder milagroso de los santos son solo personas que son innovadores, así como sus seguidores". En palabras de un académico contemporáneo, prácticamente todos los musulmanes de ese periodo creían que "las vidas de los santos y sus milagros eran indiscutibles".
En el mundo moderno, la idea tradicional sobre los santos en el Islam ha sido desafiada por parte de los movimientos islámicos puritanos y revivalistas del salafismo y el wahabismo, cuya influencia ha "creado un frente en contra la veneración y la teoría de los santos". Por ejemplo, entre los seguidores de la ideología wahabí la práctica de venerar a los santos es una "abominación", en la que ven una forma de idolatría.Es por esta razón que el Reino de Arabia Saudita, que adhiere al credo wahabí, "destruyó las tumbas de los santos dondequiera ... que fuese posible"durante su expansión en la Península arábiga a partir del siglo XVIII.Como han señalado varios académicos, el desarrollo de estos movimientos ha conducido indirectamente a una tendencia entre algunos musulmanes de las corrientes principales a resistirse a su vez a "reconocer la existencia de los santos musulmanes en su conjunto o ... [a ver] su presencia y veneración como desviaciones inaceptables". De manera simultánea, el movimiento del modernismo islámico también se ha opuesto a la veneración tradicional de los santos, pues muchos defensores de esta ideología consideran que la práctica "es a la vez no islámica y retrógrada ... en lugar de ser la parte integral del Islam que fue durante más de un milenio". No obstante, a pesar de la presencia de estas corrientes de pensamiento opuestas, la doctrina clásica de la veneración de los santos continúa prosperando en muchas partes del mundo islámico actual, jugando un rol vital en la piedad cotidiana de vastas porciones de la población de países musulmanes como Pakistán, Bangladés, Egipto, Turquía, Senegal, Irak, Irán, Argelia, Túnez, Indonesia, Malasia y Marruecos, así como en países con poblaciones islámicas importantes, tales como India, China, Rusia o los Balcanes.

## Definiciones

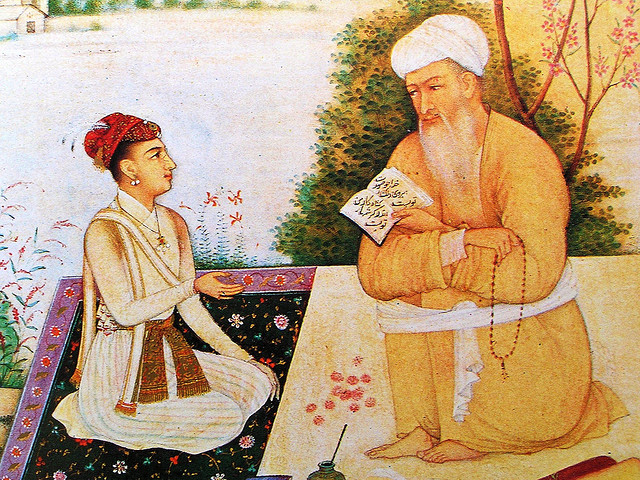
Detalle de una miniatura india que muestra al príncipe mogol Dara Shikoh (muerto en 1659) buscando consejo de un santo local de nombre Mian Mir (muerto en 1635), sin fecha, pero probablemente de finales del.

Según la definición general del santo musulmán en los textos clásicos, representa un "[amigo de Dios] marcado por el favor [especial] divino ... [y] la santidad", siendo específicamente "elegido por Dios y dotado con dones excepcionales, tales como la capacidad de obrar milagros". Más aún, el santo también es descrito en las hagiografías tradicionales como alguien que "de alguna manera ... adquiere las buenas cualidades de su Amigo, es decir, de Dios y, por tanto, posee autoridad, fuerzas, capacidades y habilidades particulares." Entre los académicos clásicos, Qushayri (m. 1073) definió a los santos como personas "cuya obediencia logra permanencia sin interferencia del pecado; a quienes Dios preserva y guarda, de manera permanente, de los fracasos del pecado a través del poder de los actos de obediencia". En otra parte, el mismo autor cita una tradición más antigua para transmitir su entendimiento sobre el propósito de los santos, afirmando que: "Los santos de Dios son aquellos quienes, cuando son vistos, recuerdan a Dios".
Entretanto, al-Hakim al-Tirmidhi (m. 869), quien fuera el promulgador más importante de la doctrina durante el siglo IX, postuló seis atributos comunes de los santos verdaderos (no necesariamente aplicables a cada uno de ellos, de acuerdo con el autor, pero indicativos no obstante para una parte importante de ellos), que son: (1) cuando las personas lo ven, automáticamente recuerdan a Dios; (2) todo el que avance hacia ellos de manera hostil es destruido; (3) poseen el don de la clarividencia (firāsa); (4) reciben inspiración divina (ilhām), que es necesario distinguir estrictamente de la revelación propiamente dicha (waḥy), siendo esta última exclusivamente recibida por los profetas; (5) puede obrar milagros (karāmāt) con permiso de Dios, lo que puede diferir de un santo a otro, pero puede incluir prodigios como caminar sobre el agua (al-mas̲h̲y ʿalā 'l-māʾ) o acortar el espacio y el tiempo (ṭayy al-arḍ); y (6) están asociados con Khidr. Al-Tirmidhi afirma, además, que si bien los santos no están libres de pecado como los profetas, pueden con todo ser "preservados del pecado" (maḥfūz) por la gracia de Dios. El académico contemporáneo del sufismo Martin Lings, describe a los santos islámicos como "las grandes encarnaciones del ideal islámico ... gigantes espirituales con los que casi son bendecidas casi todas las generaciones".

### Testimonios clásicos
La doctrina de los santos, y de sus milagros, parece haber sido dada por hecho por parte muchos de los principales escritores de la Edad de Oro del islam (ca. 700-1400), así como por muchos estudiosos prominentes de la Baja Edad Media.Los fenómenos en el Islam tradicional pueden atribuirse, al menos de manera parcial, a los escritos de muchos de los teólogos y doctores sunitas más prominentes de los períodos clásico y medieval,muchos de los cuales consideraban que la creencia en los santos era una doctrina "ortodoxa". Ejemplos de tales testimonios clásicos incluyen:
- "Dios tiene santos (awliyā) a quienes ha distinguido de manera especial por Su amistad y a quienes ha elegido para que sean los gobernantes de Su reino ... Ha hecho de los santos gobernantes del universo ... Por medio de la bendición de su llegada, la lluvia cae del cielo, y a través de la pureza de sus vidas las plantas brotan de la tierra, y por su influencia espiritual los musulmanes obtienen victorias sobre los que ocultan la verdad "(Hujwiri [m. 1072-7]; jurista y místico sunita hanafi)[1]
- "Los milagros de los santos (awliyā) son una realidad. El milagro aparece en nombre del santo contradiciendo el modo habitual de las cosas. ... Y tal cosa es considerada un milagro que da evidencia en nombre del Mensajero a una de cuyas personas se le aparece este acto, pues es evidente por este que es un santo, y que nunca podría ser santo a menos que tuviera la razón en su religión; y su religión es la confesión del mensaje del Mensajero "(al-Nasafī [m. 1142], Credo XV; teólogo sunita hanafi )[37]
- "Los milagros de los santos son absolutamente verdaderos y correctos, y todos los estudiosos musulmanes los reconocen. El Corán lo ha señalado en diferentes lugares, y el Hadiz del Profeta lo ha mencionado, y quienquiera que niegue el poder milagroso de los santos es un innovador o un seguidor de innovadores" (Ibn Taymiyya [m. 1328], Mukhtasar al-Fatawa al-Masriyya ; teólogo y jurisconsulto sunita hanbali)[38]

### La búsqueda de bendiciones
El fundamento para la veneración de santos ya fallecidos por parte los peregrinos en busca de bendiciones (Barakah), incluso aunque los santos no resucitarán de entre los muertos hasta el Día de la Resurrección (Yawm ad-Dīn) puede provenir del hadiz que enuncia que “los Profetas están vivos en sus tumbas y rezan”. (De acuerdo con el concepto islámico del castigo de la tumba, establecido por los hadices, los muertos siguen conscientes y activos, los malvados sufriendo en sus tumbas como preludio del infierno y los piadosos a gusto.) Según el historiador islámico Jonathan A. C. Brown, "se cree que los santos no son diferentes" de los profetas, "tan capaces de responder a las invocaciones de ayuda en la muerte" como lo fueron en vida.

## Tipos y jerarquías

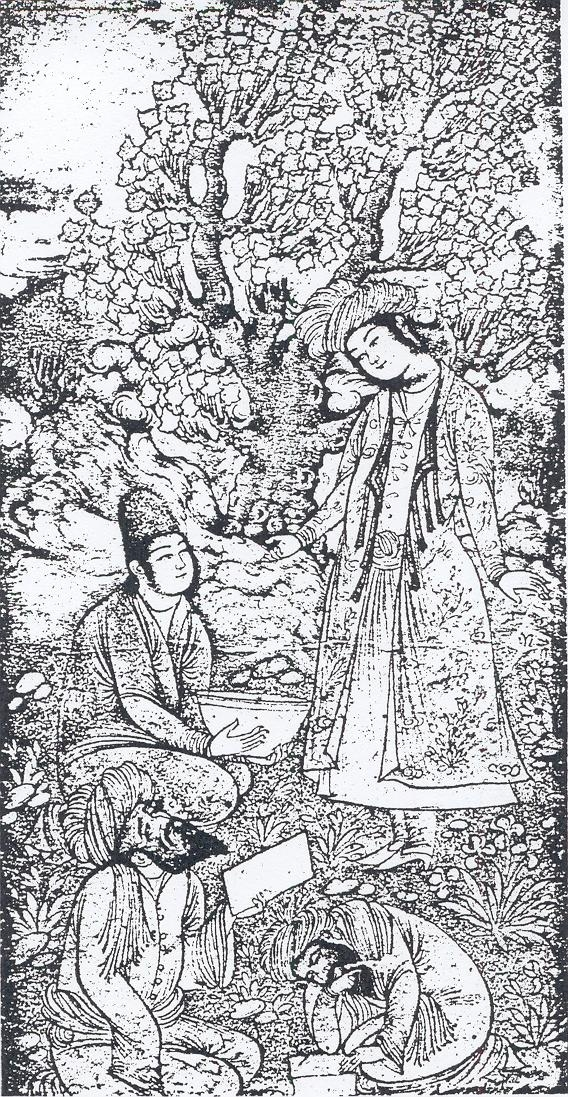
Un dibujo de Los dos santos poetas Hafez y Saadi Shirazi (ca.), que se cree que fue hecho por un tal Muhammad Qāsim.

Se concebía que los santos eran de diferentes "tipos" en la tradición islámica clásica. Además de sus diferencias terrenales en cuanto a sus deberes temporales (es decir, jurista, estudioso del hadiz, juez, tradicionista, historiador, asceta, poeta), los santos también se distinguían cosmológicamente con respecto a sus funciones o posiciones celestiales.En el Islam se describe a los santos en los textos tradicionales sirviendo funciones celestiales separadas, de una manera similar a los ángeles, y esto está estrechamente vinculado con la noción de una jerarquía celestial en la que los diferentes tipos de santos desempeñan diferentes roles.Al-Tirmidhi, en el siglo IX, describe una distinción fundamental en su Sīrat al-awliyāʾ (Vidas de los santos), distinguiendo entre dos variedades principales de santos: los walī ḥaḳḳ Allāh y los walī Allāh.De acuerdo con este autor, "el ascenso [espiritual] del walī ḥaḳḳ Allāh debe detenerse al final del cosmos creado ... puede alcanzar la proximidad de Dios, pero no a Dios mismo: tan solo se le admite a la proximidad de Dios (muḳarrab). En cambio, es el wali Allāh quien alcanza a Dios. Ascender más allá del trono de Dios significa atravesar conscientemente los reinos de luz de los Nombres Divinos.... Cuando el wali Allāh ha pasado por todos los reinos de los Nombres Divinos, es decir, ha llegado a conocer a Dios en Sus nombres de manera tan completa como es posible, se extingue entonces en la esencia de Dios. Su alma, su ego, se elimina y ... cuando actúa, es Dios quien actúa a través de él. Y de esta manera, el estado de extinción significa a la vez el grado más alto de actividad en este mundo".
Si bien la doctrina de la jerarquía de los santos se puede encontrar en fuentes escritas ya en el siglo VIII, fue al-Tirmidhi quien por primera vez la articuló de manera sistemática. Según al-Tirmidhi, cuarenta santos mayores, a quienes llama con los diversos títulos de ṣiddīḳīn, abdāl, umanāʾ y nuṣaḥāʾ, fueron designados después de la muerte de Mahoma para perpetuar el conocimiento de los misterios divinos revelados por el profeta.Estos cuarenta santos, de acuerdo con al-Tirmidhi, serían reemplazados en cada generación tras sus muertes terrenales. Según él, "el hecho de que existan es garantía de la continua existencia del mundo".Entre este grupo de cuarenta, al-Tirmidhi señaló que siete de ellos eran especialmente bendecidos. No obstante, con todo y su naturaleza exaltada, al-Tirmidhi enfatizaba que estos cuarenta santos ocupaban un rango inferior al de los profetas.Obras importantes posteriores que detallaban la jerarquía de los santos fueron escritas por autores como el místico ʿAmmār al-Bidlīsī (m. entre 1194 y 1207), maestro espiritual de Najmuddin Kubra (m. 1220), y por Ruzbihan Baqli (m. 1209), quien evidentemente conocía de "una jerarquía altamente desarrollada de amigos de Dios".Académicos posteriores reconciliaron las diferencias en la terminología usada entre las diversas jerarquías celestiales presentadas por estos autores, sugiriendo que los místicos anteriores habían resaltado partes particulares y diferentes aspectos de una única y cohesiva jerarquía de santos.

## Veneración regional
Qué tanta veneración recibía un santo en particular variaba de región a región en la civilización islámica, a menudo dependiendo de la historia del santo en esa región. Si bien la veneración a los santos jugó un papel crucial en la piedad cotidiana de los musulmanes sunitas a lo largo de todo el mundo islámico durante más de mil años (ca. 800-1800), exactamente cuáles santos eran los más venerados en un clima cultural determinado dependía de la tradiciones hagiográficas de esa área en particular.De esta forma, mientras que Moinuddin Chishti (m. 1236), por ejemplo, era venerado a lo largo de todo el mundo sunita en el período medieval, su cultus fue prominente especialmente en el subcontinente indio, pues fue allí donde se cree que predicó, obró la mayoría de sus milagros y finalmente se estableció al final de su vida.

### África del Norte
La veneración a los santos ha desempeñado "un papel esencial en la vida religiosa y social del Magreb a lo largo de más o menos un milenio", en otras palabras, desde la primera llegada del islam a las tierras en el norte de África en el siglo VIII. Las primeras referencias escritas a santos ascéticos musulmanes en África, "admirados popularmente y con seguidores",se encuentran en hagiografías provenientes del siglo X. Sin embargo, como ha sido señalado por académicos, "el fenómeno puede bien ser más antiguo", en tanto muchas de las narraciones sobre los santos islámicos fueron transmitidas oralmente antes de ser finalmente puestas por escrito. Uno de los santos más extensamente venerados en la historia islámica del norte de África temprana fue Abū Yaʿzā (o Yaʿazzā, muerto en 1177), un analfabeto taumaturgo sunita malikí, cuya reputación como santo fue motivo de admiración incluso en su propia vida. Otro santo de inmensa popularidad en esta época fue Ibn Ḥirzihim (muerto en 1163), quien también ganó renombre gracias a su devoción personal y su habilidad para obrar milagros. Fue Abu Madyan (muerto en 1197), sin embargo, quien finalmente se iba a convertir en uno de los Awliya Allah del Magreb entero. "Discípulo espiritual de los dos santos previos", Abū Madyan, un prominente estudioso sunita malikí, fue la primera figura en el sufismo magrebí "en ejercer una influencia más allá de su propia región". Abū Madyan viajó al oriente, donde se dice que se reunió con místicos prominentes como el renombrado jurista hanbalí Abdul-Qadir Gilani (m. 1166). Al regresar al Magreb, Abū Madyan se detuvo en Bugía, donde "formó un círculo de discípulos". Abū Madyan en algún momento murió en Tremecén, mientras se dirigía a la corte almohade de Marrakech; fue venerado posteriormente como un Awliya Allah superior de Tremecén por aclamación popular.
Uno de los discípulos más notables de Abū Madyan fue ʿAbd al-Salām Ibn Mas̲h̲īs̲h̲ (m. 1127), un "santo ... [que] alcanzó una fama póstuma al ser reconocido como maestro y 'mástil'" por parte de Abu 'l-Ḥasan al-S̲h̲ād̲h̲ilī (m. 1258). Fue esta última figura quien se convirtió en el santo preeminente en la piedad magrebí, por haber sido el fundador de una de las órdenes sunitas sufíes más famosas del norte de África: la tariqa Shadhiliyya. Adhiriéndose al rito Malikí en cuestiones de jurisprudencia, la orden Shadhili produjo numerosos santos sunitas de amplia veneración en los años intermedios, entre ellos Fāsī Aḥmad al-Zarrūq (muerto en 1494), quien fue educado en Egipto pero enseñó en Libia y Marruecos, y Abū ʿAbd Allāh Muḥammad al-Yazūlī (m. 1465), "quien regresó a Marruecos tras un largo viaje al oriente y luego comenzó una vida como ermitaño", y que alcanzó gran renombre por los milagros que se dice obró con el permiso de Dios. Finalmente, fue enterrado en Marrakech, donde terminó convirtiéndose en uno de los siete Awliya Allah más famosos de la ciudad para los sunitas de la región. Otros de los santos y místicos magrebíes más populares e influyentes de los siglos que siguieron fueron Muhammad b. Nāṣir (m. 1674), Aḥmad al-Tij̲ānī (m. 1815), Abū Ḥāmid al-ʿArabī al-Darqāwī (m. 1823) y Aḥmad b.ʿAlāwī (m. 1934). Los últimos tres crearon órdenes sufíes propias. Entre los adeptos famosos de la orden Shadhili entre los académicos islámicos modernos es encuentran Abdallah Bin Bayyah (n. 1935), Muhammad Alawi al-Maliki (m. 2004), Hamza Yusuf (n. 1958) y Muhammad al-Yaqoubi (n. 1963).
Académicos han estudiado la veneración de los santos en el Islam sunita magrebí con respecto a los diversos "tipos" de santos que reciben culto por parte de los sunitas en esas regiones. Éstos incluyen:
- (1) el "ermitaño ascético puro",[1] que recibe honra por haber rechazado toda ostentación, y que es conmemorado no por sus obras escritas sino en virtud de la reputación que se cree tuvo gracias a su santidad personal, milagros y "sabiduría interior o gnosis";
- (2) "el santo extático y excéntrico" (mad̲j̲d̲h̲ūb), de quien se cree que mantuvo la ortodoxia en su cumplimiento de los pilares de la fe, pero que es famoso por haber enseñado en un estilo inusualmente directo o por haber divulgado las más elevadas verdades ante la mayoría de una manera similar a como lo hiciera Hallaj (m. 922).Santos famosos y ampliamente venerados de este "tipo" incluyen a Ibn al-Marʾa (m. 1214), ʿAlī al-Ṣanhāj̲ī (ca. siglo XVI), ʿAbd al-Raḥmān al-Mad̲j̲d̲h̲ūb (literalmente "ʿAbd al-Raḥmān el Extático", m. 1569);[46]
- (3) el "santo guerrero" (plural Murābiṭūn ) o mártir;
- (4) santas, que pueden pertenecer a una de las tres categorías antes mencionadas o a alguna otra.Se ha señalado que "la santidad magrebí no se limita en modo alguno a los hombres, y ... algunas de las tumbas de santas son visitadas con mucha frecuencia".
- (5) "santos judíos", es decir, venerables personajes judíos cuyas tumbas son frecuentadas por musulmanes sunitas de la zona en busca de bendiciones

Con respecto a la veneración de los santos entre musulmanes sunitas en el Magreb en la actualidad, los académicos han notado la presencia de muchos "miles de santos menores locales cuyas tumbas siguen visibles en aldeas o barrios de ciudades". Si bien muchos de estos santos carecen de historiografías o hagiografías precisas, "su presencia y eficacia social ... [son] inmensas"en darle forma a la vida espiritual de los musulmanes de la región. Para la inmensa mayoría de musulmanes en el Magreb, incluso hoy, los santos permanecen "muy vivos en sus tumba, hasta el punto de que el nombre de la persona suele servir para denotar el lugar".  Si bien este tipo clásico de veneración sunita representa la postura más extendida en la región, la influencia moderna de los movimientos del salafismo y el wahabismo ha desafiado esta práctica tradicional en algunos sectores.

### Turquía, los Balcanes, el Cáucaso y Azerbaiyán
Académicos han notado el rol tremendamente importante que ha jugado históricamente la veneración a los santos en la vida islámica en todas estas regiones, especialmente entre los suníes que frecuentan los miles de tumbas dispersas por la región en busca de bendiciones al realizar el acto del ziyāra (peregrinaje menor). Según académicos, "entre los turcos de los Balcanes y Anatolia y los de Asia Central, a pesar de la distancia que los separa, el concepto de santo y la organización de peregrinaciones no presentan diferencias fundamentales ningunas". La veneración a los santos se extendió en las tierras turcas entre los siglos X y XIV, y desempeñó un papel crucial en la piedad suní turca medieval, no sólo en las ciudades cosmopolitas sino también "en áreas rurales y entre nómadas a lo largo del mundo turco."Una de las razones que los académicos han propuesto para entender la popularidad de los santos en la Turquía premoderna es que el Islam se difundió principalmente  por las tierras turcas gracias los primeros sufíes sunitas, más que por parte de maestros puramente exotéricos.La mayoría de los santos que reciben culto en Turquía hicieron parte de la escuela hanafi de jurisprudencia sunita.
Como han señalado los académicos, se puede clasificar a los santos venerados en el Islam sunita turco tradicional en tres categorías principales:
- (1) Los g̲h̲āzīs o los santos musulmanes tempranos, que predicaban la fe en la región y que con frecuencia murieron como mártires por su religión. Algunos de los santos más famosos y venerados de esta categoría incluyen al compañero del profeta Mahoma, Abū Ayyūb al-Anṣārī (m. 674), quien murió en los muros de Constantinopla, tras lo cual fue honrado como mártir poco después,[1] y Sayyid Baṭṭāl G̲h̲āzī (muerto en el siglo IX), quien luchó contra los cristianos en Anatolia durante el período omeya.
- (2) Santos sufíes, que en su mayoría eran místicos sunitas pertenecientes a la escuela hanafí de jurisprudencia sunita y estaban adscritos a una de las órdenes sufíes ortodoxas como las Naqshbandí o Mevleví.
- (3) Las "grandes figuras del Islam", tanto aquellas preislámicas como las que nacieron después de Mahoma, así como ciertos gobernantes santificados.

## Reverencia a losAwliya Allah
La reverencia hacia los Awliya Allah ha sido parte importante de las tradiciones islámicas sunitas y chiitas, según las cuales santos clásicos de particular importancia han servido como defensores celestiales de ciertos imperios, naciones, ciudades, pueblos o aldeas musulmanes específicos. Con respecto a la ubicuidad pura de tal creencia, Martin Lings escribió: "Apenas si hay alguna región en el imperio del islam que no tenga a un sufí como santo patrono". En tanto el culto dado a los santos se desarrolla a menudo de manera puramente orgánica en los ambientes islámicos, los Awliya Allah a menudo son reconocidos a causa de la aclamación popular más que por medio de una declaración oficial.Tradicionalmente, se ha entendido que el Wali'Allah de un lugar en particular reza por el bienestar de ese sitio, así como por la salud y felicidad de todos los que allí viven. En seguida aparece una lista parcial de Awliya Allah musulmanes:
| País       | Awliya Allah |
| ---------- | --- |

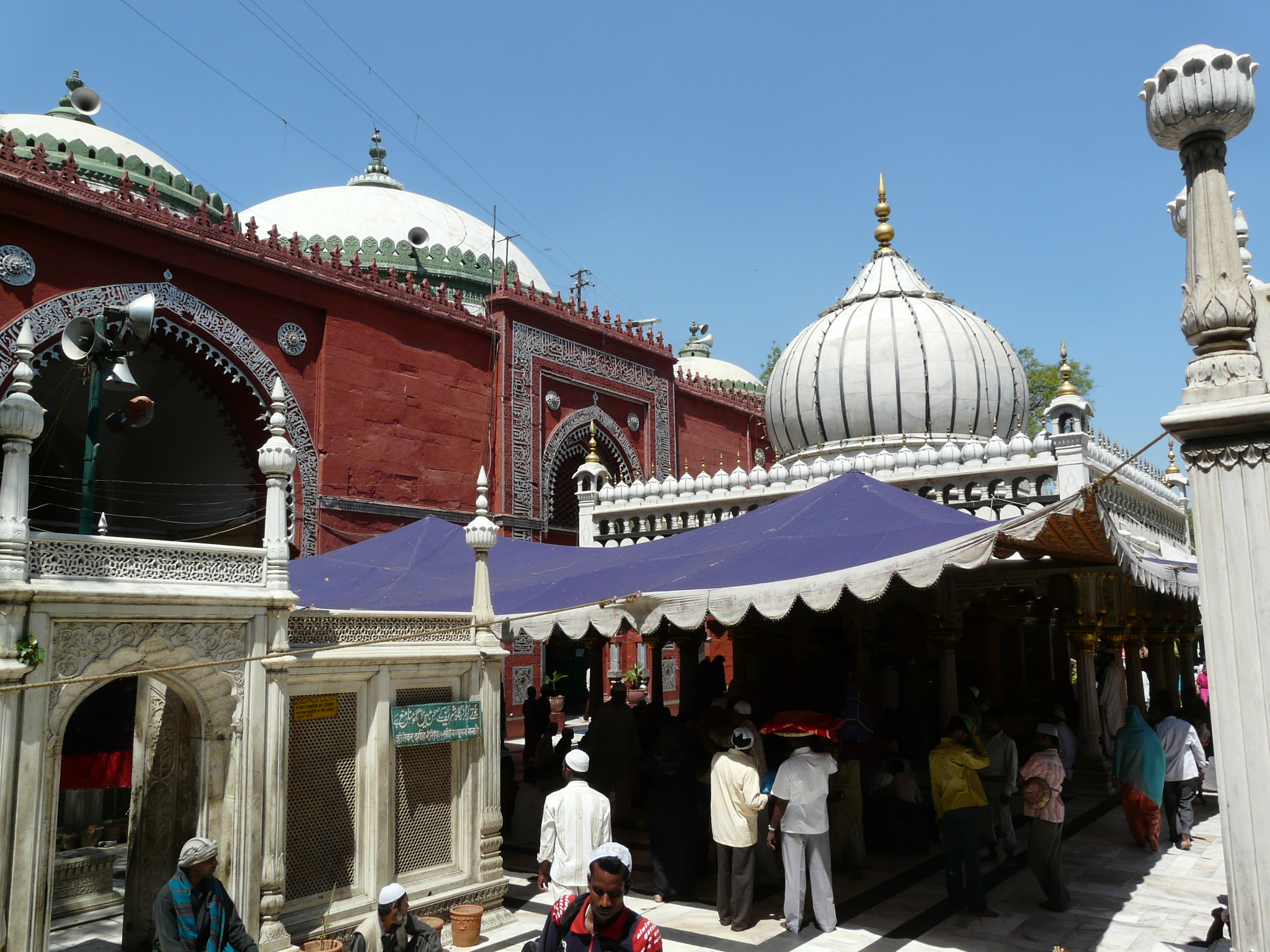
El santuario de Niẓām al-Dīn Awliyā (m. 1325) en Delhi, India, donde se le venera como Awliya Allah de la ciudad; este santuario es el sitio más popular de peregrinación musulmana en el subcontinente indio

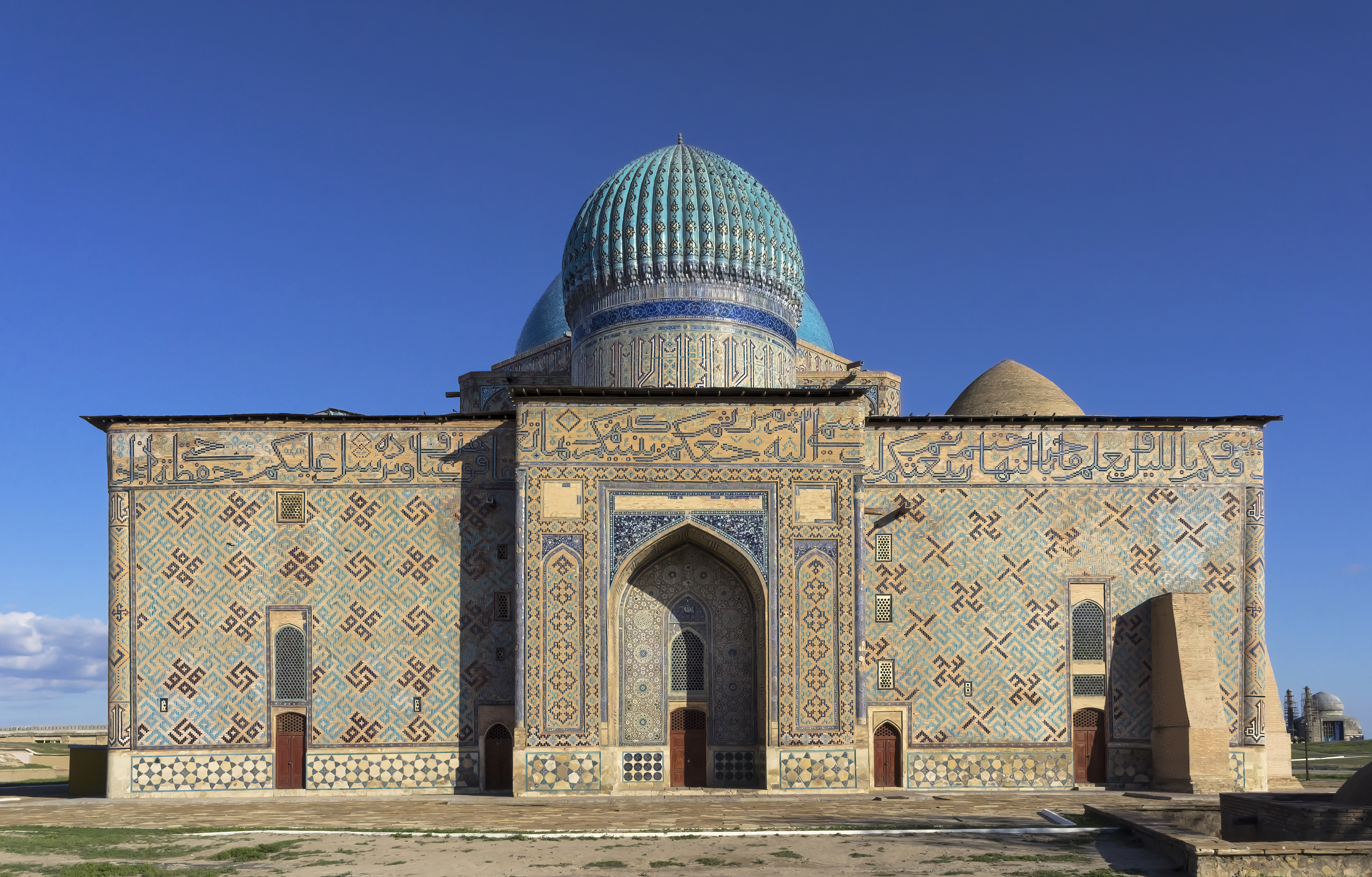
El santuario de Aḥmad Yasavī (m. 1166) en Turkestán, Kazajistán, donde se le venera como un Awliya Allah del país; el santuario fue comisionado por Tamerlán en 1389

| Argelia    | Abū Madyan (m. 1197–118; místico sunita de jurisprudencia Malikí) [ciudad de Tremecén; en palabras de un académico, "la ciudad ha crecido y se ha desarrollado bajo la benéfica égida del gran santo, y la ciudad de al-ʿUbbād ha crecido alrededor de su tumba"] ʿAbd al-Raḥmān al-T̲h̲aʿālibī (m. ca. 1200; místico sunita de jurisprudencia Malikí) [ciudad de Argel] |
| Bangladés  | Shah Jalal (m. 1347; santo sufí y místico de la orden Suhrawardiyya), nacido en la actual Turquía, viajó al subcontinente indio y se estableció en el noreste de Bengala y Assam difundiendo el islam por toda la región y se convirtió en el guía principal de la nueva población musulmana de Bengala Oriental. Khan Jahan Ali (m. 1459; nacido en la actual Uzbekistán), viajó al sur de Bengala a difundir el Islam, construyó la ciudad-mezquita de Bagerhat y limpió los Sundarbans para crear asentamientos humanos. Desarrolló el sur de Bengala uniendo a Bagerhat con la ciudad comercial de Chittagong y Sonargaon e introdujo allí la educación islámica allí. Akhi Siraj Aainae Hind (m. siglo XIV; santo sufí, nacido en Gaur, Bengala Occidental) de la orden Chishti, difundió el Islam en el norte de Bengala y Bihar occidental, también fue administrador del norte de Bengala bajo el sultán Shamsuddin Ilyas Shah desarrollando la región. Su dargah (tumba y santuario) en Malda es uno de los más grandes del sur de Asia y congrega a miles de personas cada año. |
| Egipto     | Abu’l-Ḥasan al-S̲h̲ād̲h̲ilī (m. 1258; místico sunita de jurisprudencia Malikí y fundador de la tariqa Shadiliyya) [en muchas partes del Alto Egipto, pero particularmente entre la tribu ʿAbābda] Abū l-Ḥajjāj de Luxor (m. 1244; místico sunita de jurisprudencia malikí) [ciudad de Luxor] ʿAbd al-Raḥīm de Quena (m. 1196; místico sunita de jurisprudencia malikí, y famoso defensor de la ortodoxia en la región) [ciudad de Quena] |
| Etiopía    | Abādir ʿUmar al-Riḍā (m. ca. 1300; místico sunita de jurisprudencia shafi'í) [ciudad de Harrar; de acuerdo con un académico, "Harrar llegaría a ser conocida después como Madīnat al-Awliyāʾ ('la ciudad de santos') por los santuarios de cientos de santos en Harrar y sus alrededores"] |
| India      | Niẓām al-Dīn Awliyā , 3.er califa del venerable santo sufí Khwaja Muinuddin Chishti que estableció la orden Chishti en el subcontinente indio (m. 1325; místico sunita de jurisprudencia hanafí) [ciudad de Delhi] S̲h̲āh al-Ḥamīd ʿAbd al-Ḳādir (m. 1600; místico sunita de jurisprudencia shafi'í) [ciudad de Nagore] Peer Mohamed Shah Khadiri (místico sunita de jurisprudencia hanafí) [ciudad de Thanjavur] Salīm Chis̲h̲tī (m. 1572; místico sunita de jurisprudencia hanafí y de la tariqa Chishti, discípulo de discípulos del venerable santo sufí Muinuddin Chishti, que estableció la orden Chisti en el subcontinente indio) [ciudad de Fatehpur Sikri] Shah Ali Ganj Gowher (místico sunita de jurisprudencia hanafí) [ciudad de Valudavur - distrito de Villupuram] Bābā Nūr al-Dīn Ris̲h̲ī (m. 1377; asceta and místico sunita) [aldea de Bijbehara] |
| Irán       | Daniel (m. 600 a. C. E.; famoso profeta hebreo que es venerado en la tradición islámica) [ciudad de Shush, donde se encuentra el santuario más popular dedicado a él] |
| Irak       | Husáin ibn Ali (m. 680; nieto de Mahoma and tercer Imán para los musulmanes chiitas) [todo Irak para musulmanes chiitas y sunitas, pero especialmente la ciudad de Kerbala] ʿAbd al-Qādir al-Jīlānī (m. 1166; místico y jurista sunita de jurisprudencia hanbalí y fundador de la tariqa Qadiriyya) [todo Irak en la piedad sunita clásica, pero especialmente la ciudad de Bagdad] |
| Kazajistán | Aḥmad Yasavī (m. 1166; místico sunita de jurisprudencia hanafí y fundador de la tariqa Yesewīyya) [todo Kazajistán; adicionalmente, venerado como el Wali de todos los estados nación modernos que comprenden el Turquestán premoderno] |
| Marruecos  | Abū S̲h̲uʿayb Ayyūb b. Saʿīd al-Ṣinhāj̲ī (en el vernáculo "Mūlāy Būs̲h̲ʿīb"; m. ca. 1100; místico sunita de jurisprudencia malikí) [ciudad de Azemmour] Ḥmād u-Mūsā (m. 1563; místico sunita de jurisprudencia Malikí y la tariqa Shadiliyya) [región de Sus] Aḥmad b. Jaʿfar al-Ḵh̲azrajī Abu ’l-ʿAbbās al-Sabtī (m. 1205; d. místico sunita de jurisprudencia Maliki) [ciudad de Marrakesh] Sidi Belliūt (m. ca. 1500 [?]; místico sunita de jurisprudencia Maliki) [ciudad de Casablanca] Ibn ʿĀs̲h̲ir (m. 1362–3; místico sunita de jurisprudencia Maliki) [ciudad de Salé] Abū Muḥammad Ṣāliḥ (m. 1500 [?]; místico sunita de jurisprudencia Maliki) [ciudad de Safí] Mūlāy ʿAlī Bū G̲h̲ālem (d. 1200 [?]; místico sunita de jurisprudencia Maliki) [aldea deAlcazarquivir) Idris I de Marruecos (m. 791; primer gobernante islámico y fundador de la dinastía Idrisí) [ciudad de Fez] ʿAbd al-Ḳādir Muḥammad (m. ca. 1500 [?]; místico sunita de jurisprudencia Maliki) [aldea de Figuig] Muḥammad b. ʿĪsā (m. siglo XVI; místico sunita de jurisprudencia Maliki) [ciudad de Mequinez]       |
| Pakistán   | ʿAbd Allāh S̲h̲āh G̲h̲āzī (m. ca. 800; místico y predicador musulmán temprano) [ciudad de Karachi] Bullēh Shah (m. 1757; poeta sufí y filósofo musulmán) [ciudad de Kasur] Huj̲wīrī (m. 1072–77; místico sunita de jurisprudencia Hanafi; con frecuencia llamado Dātā Ganj̲bak̲h̲s̲h̲ por los pakistaníes) [ciudad de Lahore] Bahāʾ al-Dīn Zakarīyā (m. 1170; místico sunita de jurisprudencia Hanafi y de la tariqa Suhrawardiyya) [extensas regiones del suroccidente de Punyab y Sind] Lāl Shāhbāz Ḳalandar (m. 1275; místico sunita de jurisprudencia Hanafi jurisprudence) [ciudad de Sehwan Sharif in Sindh] Hazrat Khwaja Khawand Mahmud, Hazrat Sayyid Mir Jan y Hazrat Sayyid Mahmud Agha |
| Siria      | Arslān de Damasco (m. 1160–4; místico sunita) [ciudad de Damasco] |
| Túnez      | Muḥriz b. K̲h̲alaf (m. 1022; místico sunita de jurisprudencia Maliki) [ciudad de Túnez] Sīdī al-Māzarī (m. 1300 [?]; místico sunita de jurisprudencia Maliki) [ciudad de Monastir] ʿAbd Allāh Abu ’l-Jimāl (m. 1500 [?]; místico sunita de jurisprudencia Maliki ) [ciudad de Kroumirie] Boulbaba (m. siglo VII; de acuerdo con la tradición, compañero de Mahoma) [ciudad de Gabes] |
| Turquía    | Ḥājjī Bayrām Walī (m. 1429–30; místico sunita de jurisprudencia Hanafi) [ciudad de Ankara] Emīr Sulṭān (m. 1455; místico sunita de jurisprudencia Hanafi) [ciudad de Bursa] Miskin Baba (m. 1858–9; místico sunita de jurisprudencia Hanafi) [isla de Ada Kaleh, que estuvo alguna vez bajo el control del imperio otomano; la isla fue sumergida en 1970 durante la construcción de la Estación Hidroeléctrica de la Puerta de Hierro I] |
| Uzbekistán | Qutham b. ʿAbbās (m. 676; mártir musulmán temprano) [ciudad de Samarcanda] Zangī Ātā (m. 1269; místico sunita de jurisprudencia Hanafi) [ciudad de Taskent] |
| Yemen      | Muḥammad b. ʿAlī Bā ʿAlāwī (m. 1255; místico sunita de jurisprudencia Shafi'i y fundador de la tariqa ʿAlāwiyya en Hadramaut) [región de Hadramaut] S̲h̲aik̲h̲ Ṣadīq (m. 1500 [?]; místico sunita) [ciudad de Al Hudayda] ʿAlī b. ʿUmar al-S̲h̲ād̲h̲ilī (m. 1400 [?]; místico sunita de la tariqa Shadiliyya) [puerto-ciudad de Moca] Abū Bakr al-ʿAydarūs (m. 1508; místico sunita de jurisprudencia Shafi'i) [ciudad de Adén] |

### Primarias
- Ibn Abi 'l-Dunyā, K. al-Awliyāʾ, en Mad̲j̲mūʿat rasāʾil, El Cairo 1354/1935
- Abū Nuʿaym al-Iṣbahānī, Ḥilyat al-awliyāʾ, El Cairo 1351 ff./1932 ff.
- Abū Saʿīd al-K̲h̲arrāz, K. al-Kas̲h̲f wa 'l-bayān, ed. Ḳ. al-Sāmarrāʾī, Bag̲h̲dād 1967
- al-Ḥakīm al-Tirmid̲h̲ī, K. K̲h̲atm al-awliyāʾ, ed. O. Yaḥyā, Beirut 1965
- idem, K. Sīrat al-awliyāʾ, ed. B. Radtke, en Drei Schrijten, i, 1-134, Beirut 1992
- ídem, al-Farḳ bayn al-āyāt wa 'l-karāmāt, ms. Ankara, Ismail Saib i, 1571, fols. 152b-177b
- ídem, Badʾ s̲h̲aʾn Abī ʿAbd Allāh, ed. Yaḥyā, en Tirmid̲h̲ī, K̲h̲atm, 14-32, facs. y tr alemán. en Radtke, Tirmid̲iana minora, 244-77, Eng. tr. en Radtke y O'Kane, Concepto de santidad, 15-36. Manuales.
- Bādisī, "al-Maḳṣad", tr. G. Colin, en Archives marocaines, xxvi-xxvii (1926)
- G̲h̲ubrīnī, ʿUnwān al-dirāya, Argel 1970
- Hud̲j̲wīrī, Kas̲h̲f al-maḥd̲j̲ūb, ed. V. Zhukovsky, repr. Teherán 1336/1958, 265 y sigs., Tr. Nicholson, El Kashf al-mahjūb. El tratado persa más antiguo sobre sufismo, Leiden-London 1911, 210-41
- Kalābād̲h̲ī, al-Taʿarruf li-mad̲h̲hab ahl al-taṣawwuf ed. Arberry, El Cairo 1934, tr. ídem, La doctrina de los sufíes, 2, Cambridge 1977, cap. 26
- Sarrād̲j̲, K. al-Lumaʿ fi 'l-taṣawwuf, ed. Nicholson, Leiden-London 1914, 315-32, Ger. tr. R. Gramlich, Schlaglichter über das Sufitum, Stuttgart 1990, 449-68
- Abū Ṭālib al-Makkī, Ḳūt al-ḳulūb, El Cairo 1932, Ger. tr. Gramlich, Die Nährung der Herzen, Wiesbaden 1992–95, índice, sv Gottesfreund
- Ḳus̲h̲ayrī, Risāla, muchos eds., Ger. tr. Gramlich, Das Sendschreiben al-Qušayrīs, Wiesbaden 1989, índice, sv Gottesfreund
- ʿAmmār al-Bidlīsī, Zwei mystische Schriften, ed. E. Badeen, próximamente Beirut
- Ibn al-ʿArabī, al-Futūḥāt al-makkiyya, El Cairo 1329–1911.
- idem, Rūḥ al-ḳuds, Damasco 1964, Ing. tr. RW Austin, The Sufis of Andalusia, Londres 1971, P. tr. G. Leconte, Les Soufies d'Andalousie, París 1995
- F. Meier, Die Vita des Scheich Abū Isḥāq al-Kāzarūnī, Leipzig 1948
- Muḥammad b. Munawwar, Asrār al-tawḥīd fī maḳāmāt al-S̲h̲ayk̲h̲ Abī Saʿīd, ed. Muḥammad S̲h̲afīʿī-i Kadkanī, Teherán 1366-7, Eng. tr. J. O'Kane, Los secretos de la unidad mística de Dios, Nueva York 1992
- ʿAzīz al-Dīn Nasafī, K. al-Insān al-kāmil, ed. M. Mole, Teherán-París 1962, 313-25
- Ibn Taymiyya, al-Furḳān bayna awliyāʾ al-Raḥmān wa-awliyāʾ al-S̲h̲ayṭān, El Cairo 1366/1947
- idem, Ḥaḳīḳat mad̲h̲hab al-ittiḥādiyyīn, en Mad̲j̲mūʿat al-Rasāʾil wa 'l-masāʾil, iv, Cairo nd, 1 y sigs.
- Ibn ʿAṭāʾ Allāh, Laṭāʾif al-minan, P. tr. E. Geoffroy, La sagesse des maîtres soufis, París 1998

### Secundarias
- Henri Corbin, En Islam iranien, esp. iii, París 1972
- Michel Chodkiewicz, Le sceau des saints, París 1986
- Jahrhundert Hidschra. Eine Geschichte des religiösen Denkens im frühen Islam, i-vi, Berlín-Nueva York 1991-7
- B. Radtke and J. O’Kane, The concept of sainthood in early Islamic mysticism, Londres 1996
- Radtke, Drei Schriften des Theosophen von Tirmid̲, i, Beirut-Stuttgart 1992, ii, Beirut-Stuttgart 1996
- R. Mach, Der Zaddik in Talmud und Midrasch, Leiden 1957
- Radtke, "Tirmid̲iana minora", in Oriens, xxxiv (1994), 242-98
- Gramlich, Die Wunder der Freunde Gottes, Wiesbaden 1987
- idem, Die schiitischen Derwischorden Persiens, Wiesbaden 1965–81, ii, 160-5 (sobre la jerarquía de santos)
- C. Ernst, Ruzbihan Baqli, Londres 1996
- Radtke, "Zwischen Traditionalisms und Intellektualismus. Geistesgeschichtliche und historiografische Bemerkungen zum Ibrīz des Aḥmad b. al-Mubārak al-Lamaṭī", in Built on solid rock. Festschrift für Ebbe Knudsen, Oslo 1997, 240-67
- H.S. Nyberg, Kleinere Schriften des Ibn al-ʿArabī, Leiden 1919, 103-20
- A. Afifi, The mystical philosophy of Muhyid-din Ibnul-ʿArabi, Cambridge 1939
- W. Chittick, The Sufi path of knowledge, Albany 1989
- Jamil M. Abun-Nasr, The Tijaniyya. A Sufi order in the modern world, London 1965
- Radtke, "Lehrer-Schüler-Enkel. Aḥmad b. Idrīs, Muḥammad ʿUt̲mān al-Mīrġanī, Ismāʿīl al-Walī", in Oriens, xxxiii (1992), 94-132
- I. Goldziher, "Die Heiligenverehrung im Islam", en Muh. Stud., ii, 275-378
- Grace Martin Smith and C.W. Ernst (eds.), Manifestations of sainthood in Islam, Estambul 1993
- H.-Ch. Loir et Cl. Gilliot (eds.), Le culte des saints dans le monde musulman, París 1995.